# District de Leipzig
Pour le district de la RDA, voir District de Leipzig (RDA).
Le district de Leipzig (en allemand Direktionsbezirk Leipzig) était une des trois circonscriptions allemandes (Direktionsbezirke, autrefois Regierungsbezirke) du land de Saxe.
Son chef-lieu était Leipzig.

## Situation géographique
Le district était limitrophe de Saxe-Anhalt (à l'ouest et nord), du district de Dresde (à l'est) et de Chemnitz (au sud).
Le district était située au nord-ouest de Saxe. 
Paysages : 
Cours d'eau : 

## Histoire
Le district, appelé le Regierungsbezirk Leipzig, est créé le 1er janvier 1991 par décision du gouvernement saxon du 27 novembre 1990, en comprenant largement le territoire du district de Leipzig de la RDA. Il est renommé le Direktionsbezirk Leipzig le 1er aout 2008. Il est dissous le 1er mars 2012 et intégré à la Landesdirektion Sachsen.

## Administration territoriale
Depuis la réforme des arrondissements de Saxe de 2008, le district comprenait 2 arrondissements et une ville-arrondissement.

### Arrondissements
1. Arrondissement de Saxe-du-Nord  (Nordsachsen) (chef-lieu Torgau)
2. Arrondissement de Leipzig (chef-lieu Borna)

### Villes-arrondissements
1. Leipzig : 1 commune